# HRT International
HRT International (zkráceně HRT Int., předtím The Fifth Program of Croatian Radio and Television či HTV 5) je pátý televizní kanál Hrvatske radiotelevisionije. Začal vysílat 1. ledna 2018 a je určen Chorvatům mimo Chorvatskou republiku a mezinárodní veřejnosti. Satelitní a kabelový přístup je možný v Evropě, Severní Americe, Austrálii a na Novém Zélandu a je zde vysílán specializovaný obsah určený chorvatským emigrantům a mezinárodní veřejnosti, výběr z obsahu čtyř celostátních televizních kanálů a archivních materiálů.
Dne 1. ledna 2019 byl název HRT 5 změněn na HRT International.